# Pieve di Settala
La pieve di Settala o pieve di Sant'Ambrogio di Settala (in latino: Plebis Septemalensis o Plebis Sancti Ambrosii Septemalensis) era il nome di un'antica pieve dell'arcidiocesi di Milano e del Ducato di Milano con capoluogo Settala.
Il santo patrono era sant'Ambrogio, ancora oggi celebrato in città il 7 dicembre, al quale è anche dedicata la chiesa prepositurale di Settala.

## Storia
Le prime attestazioni storiche dell'esistenza di una struttura plebana a Settala risalgono al XII secolo, mentre dobbiamo a Goffredo da Bussero una prima descrizione delle chiese che la compongono, quasi un secolo più tardi. Nel 1398, inoltre, apprendiamo che oltre alla canonica nel territorio della pieve erano comprese quattro cappelle site a Calandrone, Lucino, Trenzanesio, Premenugo e come tale quattro dovevano essere i canonici oltre al prevosto, secondo dati riconfermati dallo "Status ecclesiae mediolanensis" del XV secolo. Il capoluogo costituiva un punto di posta, invero alquanto defilato, all’ottavo miglio sulla strada di Limito, come era chiamata nel medioevo l’attuale Strada Provinciale 14 Rivoltana.
Col primo Rinascimento la pieve assunse anche una funzione amministrativa civile come ripartizione locale della provincia del Ducato di Milano, al fine di ripartire i carichi fiscali e provvedere all'amministrazione della giustizia.
Nel XVI secolo la pieve ecclesiastica era in decadenza e solo due erano i canonicati che si erano salvati, mentre erano aumentate le rettorie e le cappellanie minori, pur comprendendo nel territorio plebano le parrocchie di Liscate, Lucino e Premenugo. Nel corso del XVII secolo venne aggiunta alla circoscrizione della pieve di Settala anche la parrocchia di Caleppio. Anche Settala, come molte altre città capopievi, dall'epoca post-tridentina ottenne l'affiancamento della vicaria alla pieve, divenendo per l'appunto sede di un vicariato, e tale rimase sino al 10 luglio 1969 quando l'arcivescovo milanese Giovanni Colombo decise di sopprimere il vicariato foraneo di Settala, annettendolo al vicariato di Melzo, anticipando quasi quelle soppressioni che a partire dal 1972 colpiranno tutte le antiche pievi milanesi rimpiazzandole con i moderni vicariati. Settala è ancora oggi sottoposta al decanato di Melzo.
Dal punto di vista civile invece, già due secoli prima nell'anno 1797 la pieve amministrativa era stata soppressa in seguito all'invasione di Napoleone e alla conseguente introduzione di nuovi ma effimeri distretti, rispetto ai quali anche sotto questo punto di vista l'ambito territoriale era stato liquidato a favore di un più ampio comprensorio avente sede a Melzo.

## Territorio
Nella seconda metà del XVIII secolo, il territorio della pieve era così suddiviso:
| Pieve civile        | Pieve ecclesiastica                                                            |
| Comune di Settala   | Parrocchia prepositurale di Sant'Ambrogio Parrocchia di Sant'Agata in Caleppio |
| Comune di Liscate   | Parrocchia di San Giorgio martire                                              |
| Comune di Lucino    | Parrocchia di San Giovanni evangelista                                         |
| Comune di Premenugo | Parrocchia di San Tommaso                                                      |